# Dolichopus frontalis
Dolichopus frontalis är en tvåvingeart som beskrevs av Van Duzee 1928. Dolichopus frontalis ingår i släktet Dolichopus och familjen styltflugor.
Artens utbredningsområde är Alaska. Inga underarter finns listade i Catalogue of Life.